# Мелитон (Соловьёв)
Архиепи́скоп Мелито́н (в миру Михаи́л Дми́триевич Соловьёв; 14 [26] октября 1897, село Свищёвка, Чембарский уезд, Пензенская губерния — 4 ноября 1986, Ленинград) — епископ Русской православной церкви, архиепископ Тихвинский, викарий Ленинградской епархии.

## Биография
14 [26] октября 1897 года в селе Свищёвка Чембарского уезда Пензенской губернии (ныне Белинский район Пензенской области)
С шести лет пел в церковном хоре. С 1906 по 1915 год учился в миссионерской школе в селе Поим Чембарского уезда Пензенской губернии. С 1914 года учился в Тамбовском миссионерском училище.
В июне 1916 году призван на военную службу. Служил интендантом. С 1917 по 1921 год служил в штабах Красной Армии.
24 ноября 1921 года рукоположен во диакона. 23 января 1922 года — во иерея. Служил в Чембарском уезде Пензенской епархии, а затем, с 1927 года — в Московской епархии, настоятелем Ильинской церкви с. Ильинского на Бодне Можайского уезда. Поддерживал тесную дружбу со священномучеником Василием Надеждиным, с которым познакомился ещё в Поиме.
В 1934 году был арестован. В 1936 году после отбытия заключения вернулся к семье Малоярославец, затем в деревню Бородухино возле Малоярославца, где его жена стала преподавать в начальной школе.
В Пензенской области Михаилу Соловьёву удалось получить паспорт без отметки о судимости, и он, выдержав соответствующие экзамены на курсах учителей, стал учителем, как и его супруга. Благодаря «чистому» паспорту в последующие годы отец Михаил избежал арестов и уцелел в 1937 году.
В 1941 году призван в Армию, служил офицером штаба. По данным ОБД «Память народа» в звании лейтенанта интендантской службы служил на складе № 403 Народного комиссариата обороны. Демобилизовался в 1946 году.
После демобилизации работал учителем. В 1948 году экстерном закончил Калужское педагогическое училище.
В начале 1954 года возвратился к пастырскому служению — был принят в клир Ленинградской епархии. В 1958 году скончалась матушка Вера.
С 1962 года был настоятелем Казанского собора в Луге Ленинградской епархии и благочинным храмов Лужского округа.
С 1955 по 1963 год заочно обучался в Ленинградской духовной семинарии и академии, которую окончил со степенью кандидата богословия.
Категорически отказывался подписывать какие-либо документы о закрытии храмов, за что подвергался резким нападкам местной прессы. В январе 1965 года под давлением властей уволен за штат.
В ноябре 1966 года назначен настоятелем Свято-Троицкой церкви города Всеволожска Ленинградской епархии.
В 1968 году назначен благочинным храмов 2-го (Пригородного) округа.
25 июня 1970 года избран ректором ректор Ленинградской духовной академии с возведением в сан епископа Тихвинского, викария Ленинградской епархии. 16 июля — пострижен в монашество, 18 июля — возведен в сан архимандрита. 26 июля 1970 года в Свято-Троицком соборе бывшей Александро-Невской Лавры в Ленинграде хиротонисан во епископа Тихвинского, викария Ленинградской епархии. Хиротонию совершали: митрополиты: Ленинградский и Новгородский Никодим (Ротов), Киевский и Галицкий Филарет (Денисенко); архиепископы: Краснодарский и Кубанский Алексий (Коноплёв), Харьковский и Богодуховский Леонтий (Гудимов); епископ Черновицкий и Буковинский Феодосий (Процюк), епископ Дмитровский Филарет (Вахромеев), епископ Черниговский и Нежинский Владимир (Сабодан).
26 декабря 1974 года освобождён от обязанностей ректора Ленинградской духовной академии.
Награждён медалью «За победу над Германией в Великой Отечественной войне 1941—1945 гг.», церковными орденами св. кн. Владимира II ст. (1978) и прп. Сергия Радонежского II ст. 19 апреля 1980 года возведён в сан архиепископа.
Скончался 4 ноября 1986 года в Ленинграде на 90-м году жизни. Погребён на Большеохтинском кладбище в Ленинграде, у Никольской церкви.

## Публикации
- Речь при наречении во епископа Тихвинского // Журнал Московской Патриархии. 1970. — № 9. — С. 20.
- Вечная память почившим [Ильин А. И., протоиерей, Новгородская епархия] // Журнал Московской Патриархии. 1981. — № 1. — С. 21.
- Воспоминания архиепископа Тихвинского Мелитона (Соловьева) о двадцатых годах в Пензенской епархии // Зелёв С. В. Сурская Голгофа. Пензенская епархия в годы гонений (1917—1941). — Пенза: ООО «Артмастер», 2007. — С. 66—74.